# Början av en romans

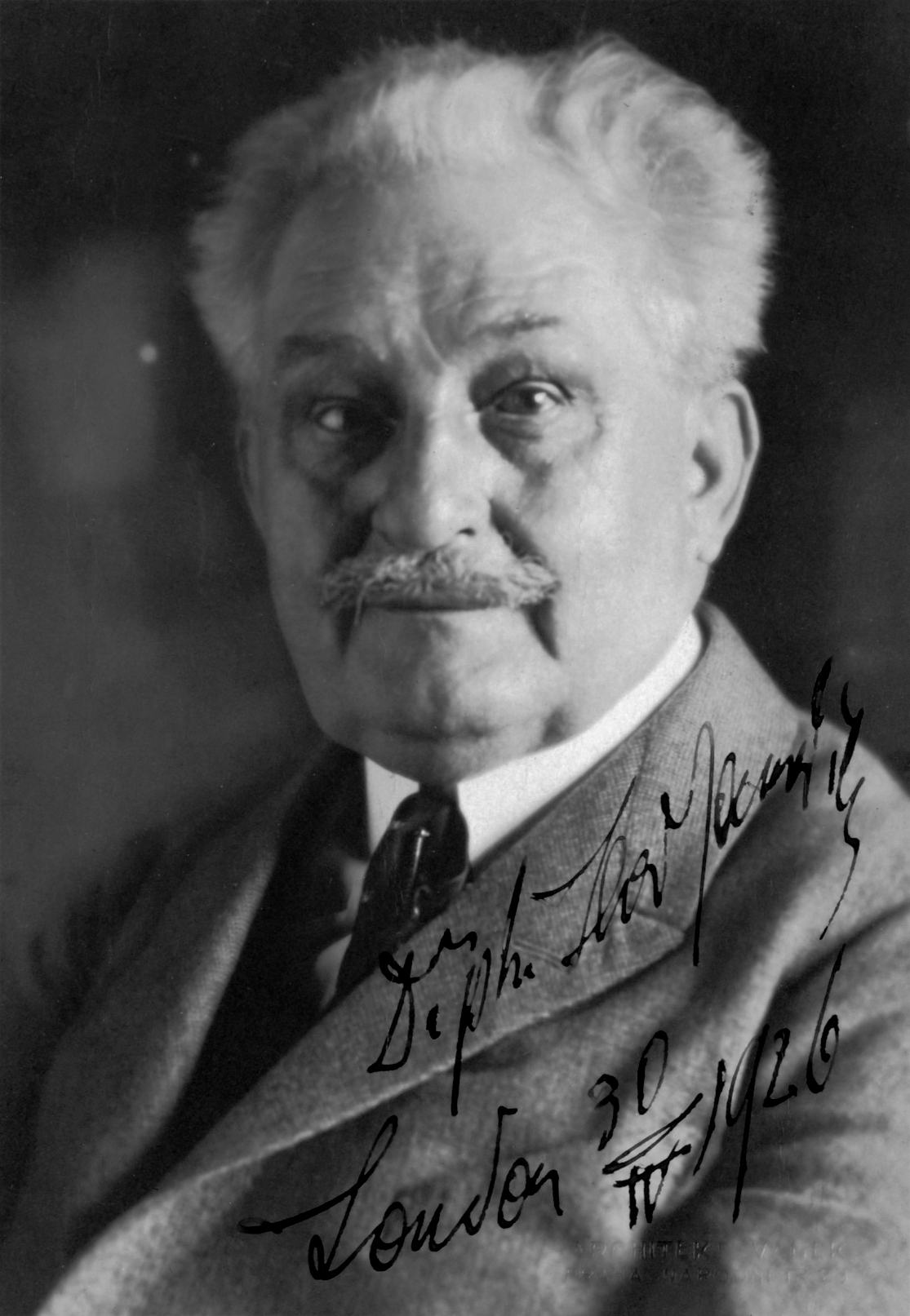
Leoš Janáček

Början av en romans (tjeckiska: Počátek Románu) är en opera i en akt av Leoš Janáček med libretto av Jaroslav Tichý efter Gabriela Preissovás novell (1886).

## Historia
Efter arbetet med Šárka blev Janáček allt mer intresserad av sin barndoms mähriska folksånger och folkmusik. När han började skriva på sin nya opera arrangerade han textraderna till sina egna arrangemang av folkmusik. Nästan två tredjedelar av operan består av tidigare skriven musik. Från början hade Janáček tänkt sig operan som ett Singspiel med talad dialog men utvecklades senare till en ganska traditionell nummeropera. Operan hade premiär den 10 februari 1894 i Brno.

## Personer
- Poluška (sopran)
- Tonek (tenor)
- Baron Adolf (tenor)
- Mudroch (baryton)
- Jurásek (bas)

## Handling
Den vackra Poluška är förlovad med Tonek men flirtar med baronen Adolf. Hennes föräldrar försöker få henne bortgift med baronen men det hela misslyckas. Poluška och Tonek försonas och baronen finner lyckas med grevinnan Irma.